# Жан Лампъл-де Гроот
Жан Лампъл-де Гроот (на нидерландски: Jeanne Lampl-de Groot) е нидерландски психоаналитик, психиатър и психолог.

## Биография
Родена е на 16 октомври 1895 година в Схидам, Нидерландия, трето от четири деца в еврейско семейство. Баща ѝ е бизнесмен. Изучава медицина в Лайден и Амстердам и през 1921 става лекар. Като студентка прочита книгата на Фройд „Тълкуване на сънищата“, която я впечатлява. След като приключва следването си пише на Фройд като го пита дали може да отиде при него да учи психоанализа. През април 1922 започва работа с Фройд, когато е на 27 години, което е необичайно като възраст за тези години. С Ана Фройд, наред с другите, тя започва курсове и семинари във Виенското психоаналитично общество и също така работи в психиатричната клиника на Юлиус Вагнер фон Яурег. Тя планира да създаде психоаналитична практика в Холандия след обучението си, но Фройд препоръчва да отиде в Берлин, за да продължи работа в Берлинския психоаналитичен институт една или две години. През 1925 се мести в Берлин, където се среща с бъдещия си съпруг Ханс Лампъл, който е от Виена и е семеен приятел на Фройд. Те имат две дъщери.
Умира на 5 април 1987 година в Амстердам на 91-годишна възраст.